# Grumman XP-50
Le Grumman XP-50 est un avion de chasse conçu et développé par la Grumman Aircraft Engineering Corporation entre la fin des années 1930 et le début des années 1940. Version terrestre de l'avion de chasse embarqué XF5F-1 Skyrocket, le XP-50 est une réponse à l'appel d'offre du United States Army Air Corps (USAAC) pour un intercepteur lourd bimoteur. Un prototype est commandé le 25 novembre 1939 mais le XP-50 perd face au Lockheed XP-49, version améliorée du P-38 Lightning.